# Odysseus
Odysseus er en skikkelse i græsk mytologi (Ulysses i romersk mytologi). Han er helten i Odysseen og en vigtig person i Iliaden, søn af Laertes (eller i senere overlevering af Sisyfos) og Antiklea. Odysseus' amme hed Eurykleia.
Odysseus var konge på øen Ithaka, gift med Penelope og far til Telemakos, Athenes yndling, og den klogeste og snedigste af de grækere, der sloges i den trojanske krig. Han opfandt den trojanske hest. Ifølge nogle kilder havde Odysseus fire børn ud over Telemakos som er den mest kendte: med Kirke Telegonos, Argius og Latinus; med Kalypso eller Kirke Nausinous; med en ukendt blev han far til Ardeas og Auson.

## Navnet Odysseus
Odysseus er beslægtet med det græske verb odysseomai (= jeg er rasende, jeg føler smerte, jeg lider) og med latin odi og odium med tilknytning til vrede, had og raseri.
Odysseus brugte navnet Ingen om sig selv for at narre kyklopen Polyfem i Odysseen.

## Før den trojanske krig
Odysseus var oprindelig en af Helenas bejlere. Han gik ind på at hjælpe hendes far Tyndareos med at vælge, hvem der skulle ægte datteren; til gengæld støttede Tyndareos Odysseus i hans frieri til Helenas søster Penelope. Odysseus og de andre bejlere gav deres ord på at forsvare Helenas ægteskab med den vindende bejler, Menelaos.
Odysseus forsøgte at løbe fra sit ord om at forsvare Menelaos' ægteskab. Han spillede tosset og såede salt på sine marker i stedet for korn. Men Menelaos' bror Agamemnon sendte Palamedes for at hente Odysseus. Palamedes tvivlede på Odysseus' pludselige forrykthed og stillede Telemakos, Odysseus' søn, foran ploven. Odysseus kunne ikke dræbe sin søn og afslørede derved at han var ved sine fulde fem. Han blev dermed nødt til at deltage i den trojanske krig.
På vej til Troja blev Filoktetes bidt af en slange. Odysseus tilrådede, at han blev efterladt, da såret var betændt og ildelugtende. Ti år senere afslørede Helenos under tortur, at Filoktetes' pile (som han havde fået af Herkules) var nødvendige for at vinde krigen. Odysseus og Neoptolemos drog derfor til Lemnos for at hente Filoktetes.

## Odysseus i den trojanske krig
I den trojanske krig stjal Odysseus og Diomedes Palladiet og kong Rhesos' heste på et natligt togt.
Senere drog Odysseus, Phoenix og Aias til Skyros for at overtale Achilleus til at deltage i krigen.
Med Athenes hjælp erobrede Aias Achilleus' lig fra trojanerne. I dysten mellem ham og Odysseus om Achilleus' rustning tildelte Agamemnon, tilskyndet af Athene, præmien til Odysseus. Det oprørte Ajax så voldsomt, at det blev hans død (Odysseen, xi. 541). Ifølge en senere og mere detaljeret fortælling blev han forrykt af skuffelsen; han for ud af sit telt og overfaldt en flok får i den tro, at det var trojanske krigere; da han kom til sig selv, dræbte han sig i skam med det sværd han havde fået som gave af Hektor.
Odysseus tilgav aldrig Palamedes for at have sendt ham i den trojanske krig. Da Palamedes havde overtalt trojanerne til at sende ham tilbage, beskyldte Odysseus ham for forræderi og fabrikerede falske beviser og skaffede et falsk vidne imod ham. Palamedes blev stenet til døde.
Den græske belejring af Troja havde varet i ti år. Grækerne udtænkte en ny list: den trojanske hest – en gigantisk hul træhest. (Trojanerne var berømte hesteavlere, hvad kan bekræftes af fund.) Den blev bygget af Epeius og fyldt med græske krigere under Odysseus' kommando. Resten af den græske hær trak sig tilbage, og trojanerne tog imod hesten som en fredsgave. En græsk spion, Sinon, overbeviste trojanerne om, at hesten var uskadelig trods Laokoons og Kassandras advarsler. Trojanerne festede vildt, og da grækerne kom ud fra hesten, var byens indbyggere sanseløse af druk. De græske krigere åbnede byporten og lukkede den tilbagevendte hær ind, og byen blev plyndret: alle mænd blev dræbt og alle kvinder taget som slaver.

## Odysseus' hjemfart til Ithaka
Odysseus havde i Baios en af de bedste krigere i det antikke Grækenland. Poseidon forsinkede Odysseus' rejse af to grunde: hans rolle i Trojas nederlag og den behandling han gav Poseidon's søn, Polyfem.
Odysseus' mænd
1. Achaemenides
2. Elpenor
3. Eurylochos
4. Macar
5. Misenos
6. Mnestheos
7. Polites

### Lotusspiserne
Da Odysseus og hans mænd landede på lotusspisernes ø, gjorde de som de indfødte og spiste af lotusblomsterne. Det fik dem til at falde i søvn og holde op med at bekymre sig om at komme hjem. Til sidst lykkedes det Odysseus at redde sig ud af apatien og sætte sejl.

### Kyklopen Polyfem
Et rekognosceringshold anført af Odysseus og hans ven Misenos, går i land i kyklopernes land og finder en stor hule. De går ind i hulen og giver sig til at feste på noget mad de finder der, uden at vide at hulen er beboet af Polyfem, der snart opdager de ubudne gæster og holder dem fanget i hulen. Han æder adskillige af mændene, men Odysseus lægger en snedig flugtplan.
For at sløve Polyfems sanser gav Odysseus ham en tønde meget stærk og ufortyndet vin. Da Polyfem spurgte om Odysseus' navn, svarede han at han hed »Ingen«. Da kæmpen faldt i søvn, gennemborede Odysseus og hans mænd Polyfems eneste øje med et hærdet træspyd. Kyklopen vågnede og skreg til de andre kykloper at Ingen havde gjort ham fortræd, så de gjorde ingenting. Da det blev morgen, bandt Odysseus og hans mænd sig selv fast under bugen på Polyfems får. Da kyklopen lukkede fårene ud for at græsse, blev mændene båret med ud. Blind som han var, kunne Polyfem jo ikke se mændene, men befølte fårenes rygge for at sikre sig, at mændene ikke red på dem.
Da fårene med mændene var sluppet ud, opdagede Polyfem at mændene ikke var i hulen. Idet Odysseus og hans mænd sejlede væk, sagde han til kyklopen: »Det var ikke Ingen der gjorde dig fortræd, det var Odysseus!" Odysseus var ikke klar over, at Polyfem var søn af Poseidon.
(Ifølge Vergils Æneiden var Achaemenides en af Odysseus' mænd der blev på Sicilien hos Polyfem indtil Aeneas kom og tog ham med.)

### Aiolos
Odysseus lagde til ved Aiolia, hvor Aiolos, vindenes gud havde hjemme. Han gav dem husly i en måned og skaffede en vestenvind der kunne bringe dem hjem. Desværre forærede han dem også en sæk med alle de fire vinde, som Odysseus' mænd åbnede lige før de var hjemme. De blev blæst tilbage til Aiolia, hvor Aiolos nægtede at hjælpe dem yderligere.

### Laestrygonierne
De kom til Telepylos, hvor Laestrygoniernes konge, Lamos, herskede. Disse folk overdængede flåden med klippeblokke, sænkede alle skibene på nær ét og dræbte hundredvis af Odysseus' mænd.

### Kirke
Næste stop var Kirkes ø (Aiaia), hvor Odysseus sendte et udkigshold forud for resten af mændene. Hun inviterede udkigsholdet til en fest, hvor maden var overhældt med en magisk eliksir, og da de havde forædt sig i den, forvandlede hun dem med en stav til svin. Kun Eurylochus, der hele tiden havde haft mistanke om at noget var galt, undslap og advarede Odysseus og de andre der var blevet ved skibene. Odysseus drog ud for at redde sine mænd, men Hermes standsede ham og fik ham til at lave et urteudtræk som modgift mod eliksiren, for at undgå den samme skæbne. Da hendes magi slog fejl, tvang han hende til at ophæve forvandlingen. Hun forelskede sig senere i Odysseus og hjalp ham med at komme videre på hjemrejsen, efter at han og hans mandskab havde tilbragt et år hos hende på hendes ø. Kirke og Odysseus fik tre børn: Telegonos, Argios, and Latinos.
På Kirkes ø skete det for en af Odysseus' mænd, at han i drukkenskab faldt ned fra Kirkes tag og døde.

### Rejsen til underverden
Odysseus ville tale med Teiresias, så han og hans mænd drog til floden Acheron, hvor de udførte et ritual der bragte Odysseus i kontakt med de døde, heriblandt Odysseus' mor, Elpenor, Teiresias og Achilleus. De gav ham alle gode råd og anvisninger til resten af hjemrejsen. Odysseus ofrede en vædder, og de dødes ånder blev tiltrukket af blodet. Han holdt dem på afstand og forlangte at tale med Teiresias, der fortalte ham hvordan han skulle komme forbi Helios' kvæg. Han fortalte også Odysseus at når han var kommet hjem til Ithaka, skulle han tage en vellavet åre og gå ind i landet med den indtil nogen spurgte ham hvorfor han gik rundt med en tærskestang på ryggen. På det sted skulle han bringe et offer til Poseidon. Han fortalte også Odysseus at når alt dette var gjort, ville han dø som en gammel mand, mæt af år og med fred i sindet, at hans død ville komme fra havet og at hans liv ville ebbe blidt ud. (Nogle læser det som at hans død ville komme når han var borte fra havet.)

### Sirenerne
Odysseus kom forbi Sirenerne ved at lade sømændene stoppe deres ører med voks og binde ham selv til masten. Han var nysgerrig efter at høre Sirenerne. Da han hørte deres smukke musik, beordrede han sømændene til at løsne hans bånd, men de adlød ikke. Da de var kommet uden for hørevidde af sirenerne, holdt Odysseus op med at vride sig i rebene og faldt til ro, og blev sluppet løs. billede Arkiveret 11. marts 2007 hos  Wayback Machine

### Skylla og Karybdis
Da Odysseus måtte sejle mellem Skylla og Karybdis, måtte han lade uhyret Skylla tage nogle af mændene, for at undgå at sætte hele skibet til i Karybdis, en hvirvelstrøm.

### Helios' kvæg
Til sidst gik Odysseus og hans overlevende mænd i land på en ø, Thrinakia, indviet til Helios, som havde sit hellige kvæg der. Selvom Odysseus advarede sine mænd imod det (som Teiresias had sagt han skulle), slagtede og spiste de noget af kvæget. Øens vogtere, Helios' døtre, Lampetia og Phaethusa, fortalte deres far det. Helios ødelagde skibet og alle mændene, undtagen Odysseus, omkom. (I nogle versioner er det Apollon, ikke Helios.)

### Kalypso
Odysseus blev skyllet i land på Ogygia, hvor nymfen Kalypso boede. Hun tog ham som elsker i syv år, og ville ikke lade ham tage af sted og lovede ham udødelighed hvis han blev. På Athenes opfordring greb Zeus ind og sendte Hermes med besked til Kalypso om at lade Odysseus tage af sted. Odysseus stod til søs på en lille tømmerflåde, kun for at blive ramt af en storm og skyllet i land på øen Scheria, hvor han blev fundet af Nausikaa, Kong Alkinous' datter og phaeakiernes dronning Arete, som opvartede ham godt og gav ham følge til Ithaka. På tyvendedagen ankom han til Phaeakia, og derfra fik han skibslejlighed hjem til Ithaka.

## Odysseus kommer til Ithaka
På Ithaka måtte Penelope holde utallige bejlere på afstand, mens Odysseus' mor, Antiklea, var død af sorg. Odysseus forklædte sig som en gammel mand eller tigger. Den første der genkendte ham var hans amme Euryclea. Odysseus så at Penelope var ham tro, idet hun sagde at hun vævede på hans ligklæde (de påstod at han måtte være død), og at hun ville vælge en bejler når det var færdigt. Hver nat trevlede hun noget af klædet op, indtil en af hendes piger afslørede det for bejlerne. De forlangte at hun omsider valgte en af dem. Det var heldigvis lige før Odysseus dukkede op. Odysseus så bejlerne drikke og udnytte familiens gæstfrihed. Penelope bekendtgør nu at hun vil gifte sig med den der kan spænde Odysseus' bue og skyde en pil gennem hullerne i tolv økseskafter. Selvfølgelig var det kun Odysseus der kunne spænde buen. Odysseus lagde så forklædningen, og sammen med Telemachus, Laertes og en lokal profet ved navn Halitherses dræbte han alle bejlerne undtagen Medon, som havde været høflig mod Penelope, og Phemios, en lokal sanger som var blevet tvunget til at hjælpe bejlerne mod Penelope. (Denne hændelse kan dateres til den 16. april 1178 f.v.t., idet der indtraf en total solformørkelse under middagsmåltidet. Totale solformørkelser ses gennemsnitlig hver 410. år på det samme sted, siger astronomerne.) Ifølge en anden version prøvede Odysseus sin kones troskab ved at påstå at hun havde flyttet deres seng (som havde et træ som hovedgærde). Hun nægtede at have gjort det, og Odysseus vidste at hun var tro. En anden version går på at Penelope endnu ikke er overbevist om at tiggeren er Odysseus og for at teste ham siger hun at hun har flyttet sengen – Odysseus ved at det er løgn thi han har bygget den og han er den eneste der kan flytte den. Ifølge en sjældent hørt udgave af historien blev Odysseus sendt i landflygtighed af Neoptolemos på grund af drabet på bejlerne. I en anden version blev Odysseus modtaget af sin gamle svinehyrde Eumaeos, der ikke gennemskuede hans forklædning, men alligevel behandlede ham pænt. Eumaeos hjalp med at dræbe bejlerne.
En af bejlernes (Antinous) far, Eupeithes, prøvede at styrte Odysseus efter sønnens død. Laertes dræbte ham.

## Andre historier
Odysseus optræder i slutningen af historien om kong Telephos af Mysia. Det er ham der tyder oraklets gåde og helbreder Telephos for hans sår.
Der har muligvis været en efterfølger til Odysseen. (se den Episke cyklus)